# Spoorlijn Sainte-Maure-Noyant - Sainte-Maure-Ville
De spoorlijn Sainte-Maure-Noyant - Sainte-Maure-Ville was een Franse spoorlijn van Noyant-de-Touraine naar Sainte-Maure-de-Touraine. De lijn was 3,0 km lang en heeft als lijnnummer 597 000.

## Geschiedenis
De lijn werd geopend door de Compagnie du chemin de fer de Paris à Orléans, op 31 augustus 1913. Personenvervoer werd 19 jaar later, op 31 augustus 1932 opgeheven. Op 3 september 1939 werd de lijn gesloten en nadien opgebroken.

## Aansluitingen
In de volgende plaats was er een aansluiting op de volgende spoorlijn:
Sainte-Maure - Noyant
RFN 570 000, spoorlijn tussen Paris-Austerlitz en Bordeaux-Saint-Jean